# 숨고
숨고는 2015년 10월 대한민국 서울에서 김로빈이 대표로 있는 IT 모바일 서비스 제공 업체 브레이브 모바일이 출시한 생활서비스 매칭 서비스 플랫폼이다. 2015년 서비스 런칭 초기에는 과외, 레슨 등 오프라인 일부 카테고리에서만 서비스를 제공하였으나, 2017년 이후 온,오프라인 생활서비스 전반으로 서비스 영역을 확장하였다. 재능을 사고파는 마켓보다는 전문가와 고객을 연결해주는 매칭 관점에서 서비스를 운영중이다. 2019년 기준 700여 개 이상의 카테고리에서 매칭 서비스를 제공 중이다. 2017년 한국에서 4번째로 미국의 시드 액셀러레이터 와이 콤비네이터(Y Combinator)의 하반기 육성 프로그램 대상 기업으로 선정되었다. 2018년 3월 36억 원 규모의 시리즈 A 투자를 유치하였으며, 2019년 6월에 추가로 125억 원 규모의 시리즈 B 투자를 유치하였다. 2019년 12월 기준 누적 가입자 260만여 명, 누적 견적서 1000만여 개를 돌파하였다.